# Beverly Hills Hotel
Het Beverly Hills Hotel, tevens bekend als The Beverly Hills Hotel and Bungalows, is een historisch luxehotel aan de Sunset Boulevard in de Californische stad Beverly Hills.

## Geschiedenis

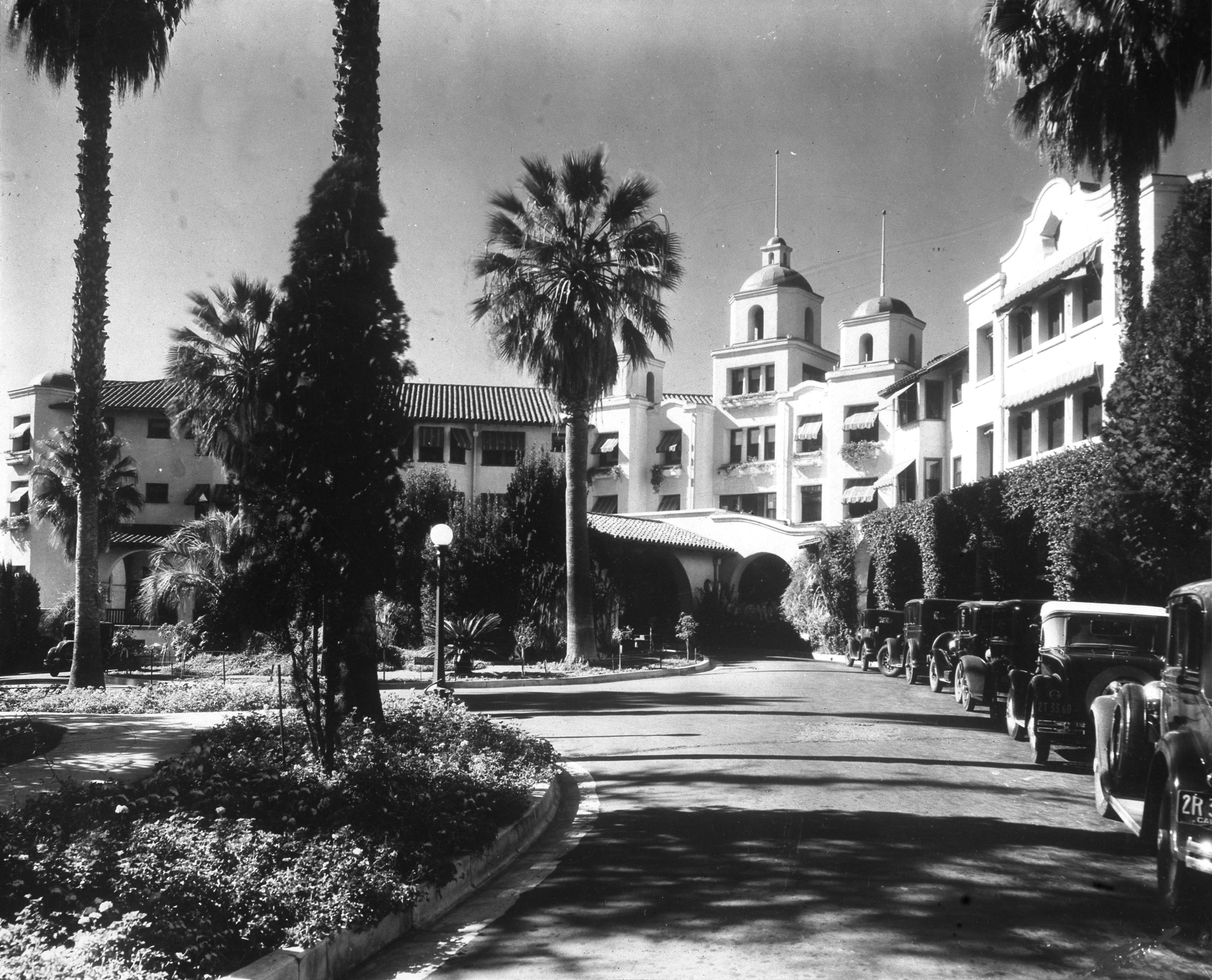
De hoofdingang ca. 1925

Het hotel opende zijn deuren op 12 mei 1912. Het werd uitgebaat door Margaret J. Anderson en haar zoon, Stanley S. Anderson, die het beroemde Hollywood Hotel openhield. Het hoofdgebouw van het Beverly Hills Hotel was een ontwerp van Elmer Grey in Mediterranean Revival en Spanish Colonial Revival-stijl. Ten noorden van het gebouw werden er 23 losstaande bungalows gebouwd. Aan de oostkant werd er in de jaren 40 een nieuwe vleugel aangebouwd. De uitgebreide tuinen werden ontworpen door landschapsarchitect Wilbur David Cook. De iconische letters op de gevel zijn een creatie van Paul Williams.
Het Beverly Hills Hotel was het eerste grote bouwwerk in de omgeving en heeft een belangrijke rol gespeeld in het tot stand komen van de omliggende stad. De lokale bevolking kent het hotel dan ook simpelweg als The Hotel. Sinds de geboorte van de stad Beverly Hills heeft het hotel gefunctioneerd als een ontmoetingsplaats voor inwoners en zakenlui, vooral uit de filmindustrie van Los Angeles.
Op de cover van de succesvolle lp van de Eagles Hotel California siert een foto van het Beverly Hills Hotel bij schemering.